# Wapen van Elsendorp

Wapen van Elsendorp

Het wapen van Elsendorp Elsendorp behoort tot de zeven kernen van de gemeente Gemert-Bakel, gelegen in de Nederlandse provincie Noord-Brabant. De zeven dorpswapens voor de kernen zijn in een raadsvergadering van de gemeente Gemert-Bakel op 19 november 1997 vastgesteld.

## Blazoen
Het blazoen van het wapen luidt als volgt:
In goud een opvliegende adelaar van keel met een nimbus van zilver, vergezeld van boven van drie, beneden van twee turven van natuurlijke kleur.
De heraldische kleuren in het wapen zijn goud (geel), keel (rood) en zilver. De turven zijn van natuurlijke kleur.
De elementen hebben te maken met een ontginningsdorp. De adelaar in het wapen staat symbool voor de evangelist Johannes, de parochieheilige van Elsendorp.
Bavel
· De Mortel
· De Rips
· Dinteloord
· Elsendorp
· Galder
· Gemert
· Ginneken
· Handel
· Mierlo-Hout
· Milheeze
· Nispen
· Rosmalen
· Sint-Michielsgestel
· Strijbeek
· Ulvenhout